# Ismail I
Shāh Ismā'il Abu'l-Mozaffar bin Sheikh Haydar bin Sheikh Junayd Safawī (17 tháng 7, 1487 – 23 tháng 5, 1524) là Shah của Ba Tư (Iran ngày nay), người đã sáng lập ra triều đại Safavid, trị vì từ năm 1501 đến 1524. Ismail cũng là một người Hồi giáo thuộc hệ phái Shia, những người xem mình là con cháu của Ali, một người anh/em họ của nhà tiên tri đạo Hồi Muhammad. Triều đại Safavid hay (Đế quốc Ba Tư thứ ba) do Ismail sáng lập ra đã trị vì cho đến năm 1736.
Không chỉ là vua, Ismail còn là một thi sĩ với bút danh Khatai.

## Tiểu sử
Ismail ra đời vào ngày 17 tháng 7 năm 1487, là con trai của Haydar Safavi Sultan, lãnh tụ của người Safavid. Haydar là hậu duệ trực hệ của người sáng lập vương triều người Kurd, Safi-ad-din Ardabili (1252–1334).
Khi Ismail mới ra đời chưa được lâu (1494), Haydar đã bị giết bởi bộ lạc Shirbavan. Người con trưởng của Haydar là Ali lên thay nhưng cũng bị tử trận như cha, và Ismail mới 7 tuổi lên thay. Bộ lạc Turkoman của Thổ Nhĩ Kỳ tin lãnh tụ nhi đồng này là Mahdi (chúa cứu thế) nên bỏ tù trưởng, Đế quốc Ottoman đang trị vì họ để về với Ismail.
Năm 1501, khi đã 14-15 tuổi, Shah Ismail I lên ngôi, sáng lập ra nhà Safavid ở Tabriz. Cùng năm đó, vị tân vương đánh bại Ak Koyunlu (White Sheep Turks). Năm 1510, Ismail bắt đầu chiếm toàn bộ Ba Tư, gây chiến với người Uzbek thuộc hệ phái Sunni của vua Muhammad Shaybani, những người đã xâm chiếm Ba Tư vào năm 1507. Shah Ismail đã chiến thắng, và Muhammad Shaybani bị giết. Shah Ismail đã thống nhất được toàn Ba Tư dưới sự cai quản của mình.
Năm 1514, hoàng đế Selim I của Đế quốc Ottoman (theo hệ phái Sunni) tấn công vương quốc của Ismail. Selim và Ismail đã gửi tới nhau những bức tối hậu thư mang lời lẽ đầy xúc phạm.
Ismail đã bị Selim đánh đại bại trong trận Chaldiran (nay là thành phố Van, miền đông Thổ) vào năm 1514. Ismail đã bị thương trong trận chiến. Hoàng đế Selim I tiến về thành Tabriz ngày 7 tháng 9 năm 1514, nhưng vệ binh Thổ khuyên ông ta rút lui, vậy là Ismail vẫn giữ được thành Tabriz. Selim đã bắt ái phi của Ismail làm con tin.
Ismail trở thành một người đau khổ tuyệt vọng sau trận Chaldiran. Ông trở nên trác táng, và giao việc triều chính cho vương thừa tướng Mirza Shah-Husayn. Ông qua đời ngày 23 tháng 5 năm 1524 khi mới 37 tuổi.
Ông được con là Tahmasp I nối ngôi.

## Chú giải
1. ↑  Các vị thủ lĩnh người Safavi (tiền nhiệm) trước Shah Ismail I: Firuz Shah Zarrin Kolah (thế kỷ XI) - Avaad - Qotb al-Din Mohammad - Salah al-Din Rashid (1247? - ?) - Qotb al-Din Abu Bakr - Amin al-Din Jebrail -  Safī Al-Dīn (1293 - 1334) - Sadr al-Din (1334 - 1392) - Ali Safavi (1392 - 1414) - Ibrahim (1414 - 1447) - Junayd (1447 - 1460) - Haydar (1460 - 1488) - Ali Mirza (1488 - 1494) - Ismail (1494 - 1501), về sau ông ta làm Shah Ba Tư.
2. ↑  Momen (1985), tr.107